# Automne
Die Automne [otɔn] (von Altona im 10. Jahrhundert) ist ein Fluss in Frankreich, der in der Region Hauts-de-France verläuft. Sie entspringt im Gemeindegebiet von Villers-Cotterêts, entwässert generell in nordwestlicher Richtung und mündet nach rund 34 Kilometern im Gemeindegebiet von Verberie als linker Nebenfluss in die Oise. 
Auf ihrem Weg durchquert die Automne die Départements Aisne und Oise.

## Orte am Fluss

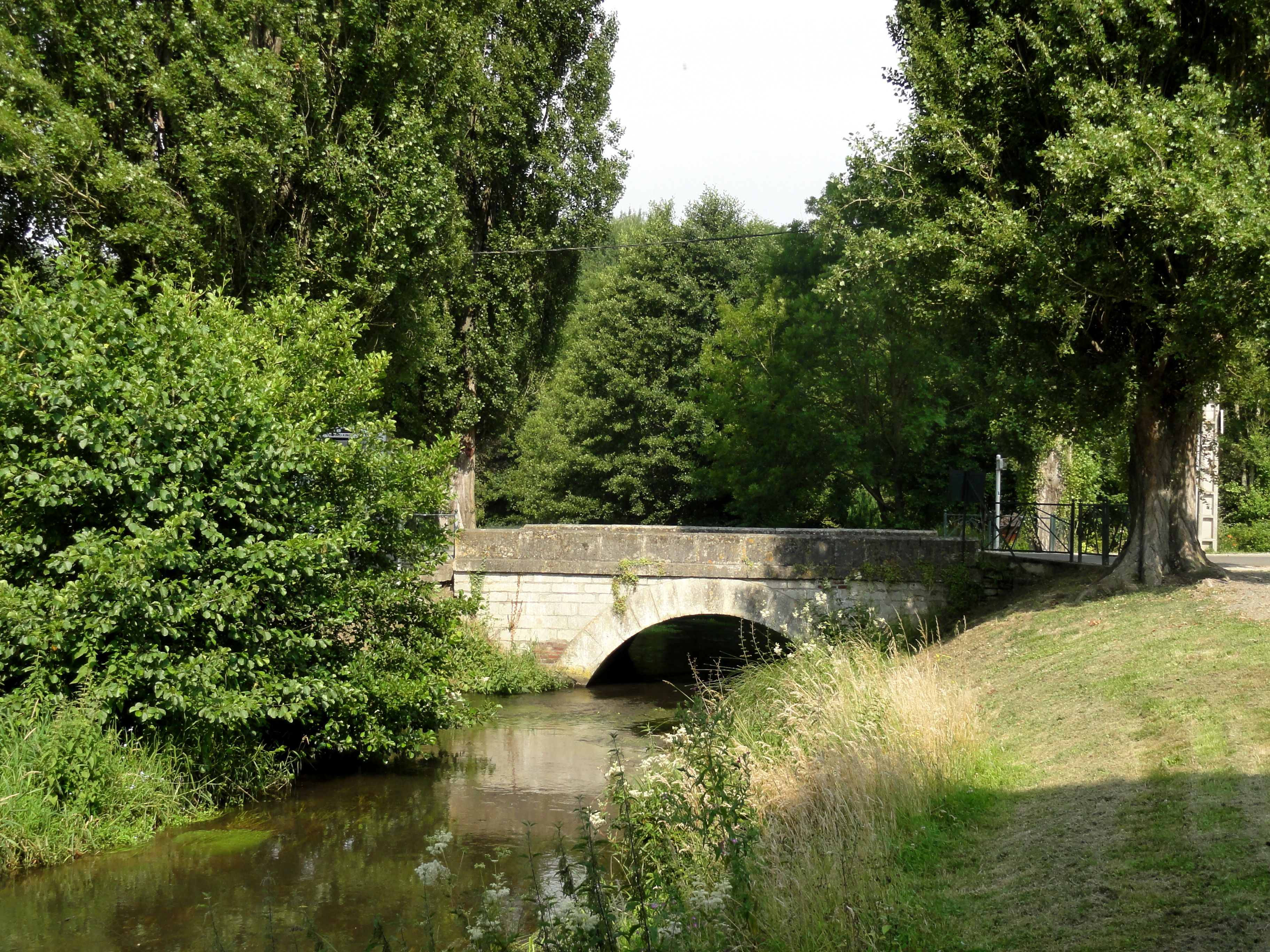
Die Automne in Fresnoy-la-Rivière

- Villers-Cotterêts
- Vauciennes
- Largny-sur-Automne
- Fresnoy-la-Rivière
- Gilocourt
- Orrouy
- Béthisy-Saint-Martin
- Béthisy-Saint-Pierre
- Saintines
- Verberie